# Caieiras (Praia Grande)
Caieiras ou Ilha das Caieiras é um bairro oficial do distrito Sede de Praia Grande (SP).
De acordo com o Plano Diretor de 2006 é um loteamento do bairro Tupiry, no entanto, é reconhecido e citado por vezes como bairro pela própria prefeitura.

## Geografia
É composto por uma parte continental (75% da área) e a Ilha Caieiras (25%).

## Cultura
No bairro está localizada a escola de samba Acadêmicos da Ilha das Caieiras.
Entre os meses de junho ou julho acontece uma quermesse no centro do bairro.